# Bétous
Bétous ist eine französische Gemeinde mit 72 Einwohnern (Stand 1. Januar 2022) im Département Gers in der Region Okzitanien (vor 2016: Midi-Pyrénées). Sie gehört zum Arrondissement Condom und zum Kanton Grand-Bas-Armagnac.
Die Einwohner werden Bétousiens und Bétousiennes genannt.

## Geographie
Bétous liegt circa 24 Kilometer östlich von Aire-sur-l’Adour in der historischen Provinz Armagnac.
Umgeben wird Bétous von den fünf Nachbargemeinden:
| Sion    |                                             | Loubédat |
| Sorbets | Kompassrose, die auf Nachbargemeinden zeigt | Sabazan  |
|         | Bouzon-Gellenave                            |          |

Bétous liegt im Einzugsgebiet des Flusses Adour.
Der Midou, einer seiner Nebenflüsse, bildet die natürliche Grenze zum westlichen Nachbarort Sorbets. Nebenflüsse des Midou durchqueren das Gebiet der Gemeinde,
- der Petit Midour mit seinen Nebenflüssen,
  - dem Ruisseau de Las Courrèges und
  - dem Ruisseau de Frizot, und
- der Ruisseau de Saint-Aubin.[2]

## Einwohnerentwicklung
Nach Beginn der Aufzeichnungen stieg die Einwohnerzahl bis zur Mitte des 19. Jahrhunderts auf einen Höchststand von rund 360. In der Folgezeit sank die Größe der Gemeinde bei zwischenzeitlichen Erholungsphasen bis zu den 1970er Jahren auf ihren tiefsten Stand von rund 50 Einwohnern, bevor eine leichte Wachstumsphase einsetzte.
| Jahr                       | 1962 | 1968 | 1975 | 1982 | 1990 | 1999 | 2006 | 2011 | 2020 |
| Einwohner                  | 85   | 94   | 52   | 53   | 55   | 74   | 86   | 98   | 73   |
| Quellen: Cassini und INSEE |      |      |      |      |      |      |      |      |      |

## Botanischer Garten, genanntPalmeraie du Sarthou
Die Geschichte des Palmengartens beginnt 1980 mit dem Kauf eines völlig verlassenen Grundstücks mit Haus und Garten durch ein junges Ehepaar. Nach der manuellen Rodung des Geländes pflanzten die neuen Besitzer zwei oder drei Palmen der Sorte Trachycarpus fortunei (Chinesische Hanfpalme). Aus ihren Samen und einem langen Selektionsprozess wurden andere Arten gepflanzt. Trotz der Strapazen des Winters 1985 ist das Land nach und nach mit einem echten Palmenwald bedeckt, der sich aus den auf den Boden gefallenen Samen selbst vermehrt. Die Eröffnung für Besucher fand 1990 statt. Die Leidenschaft seiner Besitzer wurde dann zum Beruf. Der Garten wächst in der Folge auf ein ausgedehntes Gelände von ungefähr acht Hektar, das auf dem Hügel des Geländes und seinen seitlichen Hängen errichtet wurde, um Platz für eine Bananenplantage, die auf exotische Pflanzen spezialisierte Baumschule (2001) und für den Obstgarten zu schaffen. Die Empfangsgebäude sind zwischen 2001 und 2003 errichtet, dann 2008 für die spezifische Aufnahme von behinderten Menschen erweitert. 1999 erhielten die Eigentümer den Preis Talents 99, den vierten nationalen Preis für die Gründung eines Unternehmens, 2003 den ersten Preis der Regionalen Tourismus-Trophäe für Midi-Pyrénées und 2006 das Label Jardin remarquable, verliehen vom Ministerium für Kultur. Allmählich verfolgten die Eigentümer einen Ansatz im Hinblick auf das Umweltbewusstsein der Bürger. Der Schutz der Palme ist Teil einer globalen humanistischen Perspektive im Hinblick auf eine nachhaltige Entwicklung. Die Palme kann in vielen Bereichen (Lebensmittel, Pharmazeutika, Textilien, Kosmetika usw.) eine sehr wertvolle und sogar lebenswichtige Ressource sein. Die auf dem Palmengarten durchgeführten pädagogischen Aktivitäten tragen zur Entdeckung der Pflanze und zu einem Bewusstsein für die Rolle bei, die sie in Zukunft für neue Achsen der wirtschaftlichen Entwicklung spielen kann. Die Bewirtschaftung von Obstgarten und Garten unterliegt ökologischen Standards. Dieser Ansatz unterliegt auch einer Schulung vor Ort. Der gesamte Garten ist in einem Umwelteinsparplan enthalten, der die Zukunft vorwegnimmt.
Die hügelige und mit Hecken und Wäldern bewachsene Landschaft profitiert von der Luftfeuchtigkeit, die durch die kombinierten Einflüsse des Atlantischen Ozeans und der Pyrenäen entsteht. Der Palmengarten befindet sich auf einem Lehm-Kalkstein-Hügel, wo Kalksteinschichten für die Austritte ihrer Quellen sorgen, von denen derzeit das Wasser nur von einer zur Bewässerung gesammelt wird. Der Palmengarten von Sarthou hat viele Pflanzenarten, die in Europa wenig bekannt sind. Wenn man unter seiner dichten Decke eintritt, sieht es aus wie ein kleiner tropischer Wald, dunkel und nass. Die dicht gepflanzten, haarigen Stämme der chinesischen Palme bilden ein Labyrinth, in dem man jeglichen Orientierungssinn verliert. Der Weg führt dann zur Bananenplantage und dann zur Baumschule für tropische Pflanzen. Es bietet Palmensammlungen, von denen einige in Europa selten sind, und eine Sammlung von exotischen Pflanzen, darunter Bambus, Opuntia ficus-indica (Kaktusfeigen), Zuckerrohr, Papyrus oder Riesenblättrige Pfeilblätter, deren Wurzel als Grundlage für die Ernährung der Polynesier dient. Das Gewächshaus bewahrt auch verschiedene exotische Blumen. Das Laub der Pflanzen, sowohl in ihrer Form als auch in ihrer Größe, schafft eine exotische Atmosphäre und schafft ein echtes Gefühl der Veränderung der Landschaft. Wechselausstellungen von Skulpturen (Les Botta, Wolfgang Holz, Kely) stellen Kontraste von Rohstoffen, Holz oder Mineralien vor, die eine Ergänzung zum Pflanzengerüst darstellen. Von Zeit zu Zeit taucht eine Lichtung wieder am Himmel auf und unterstreicht den Anachronismus einer Palme, die von einer Kletterrose umschlungen wird. Einige Lianen sind mit einem alten Apfelbaum oder alten hundertjährigen Eichen verwickelt. Ein botanischer Pfad führt zu einem Obstgarten, in dem alte Obstbaumsorten, insbesondere alte Apfelbäume der Gascogne, gepflanzt wurden, die mithilfe des Conservatoire d’Aquitaine aus Montesquieu-Volvestre angelegt wurden. Er überquert eine Naturwiese, die im Rahmen eines europäischen Umweltplans als bemerkenswerte Wiese eingestuft wurde und ein Mini-Ökosystem darstellt, in dem die wilde Orchideen des Gers besonders geschützt sind. Am Rande des Anwesens werden die endemischen Pflanzenarten erhalten: dreihundert Jahre alte Eichen, Weiden und Erlen entlang des Baches.

## Pfarrkirche Saint-Pierre

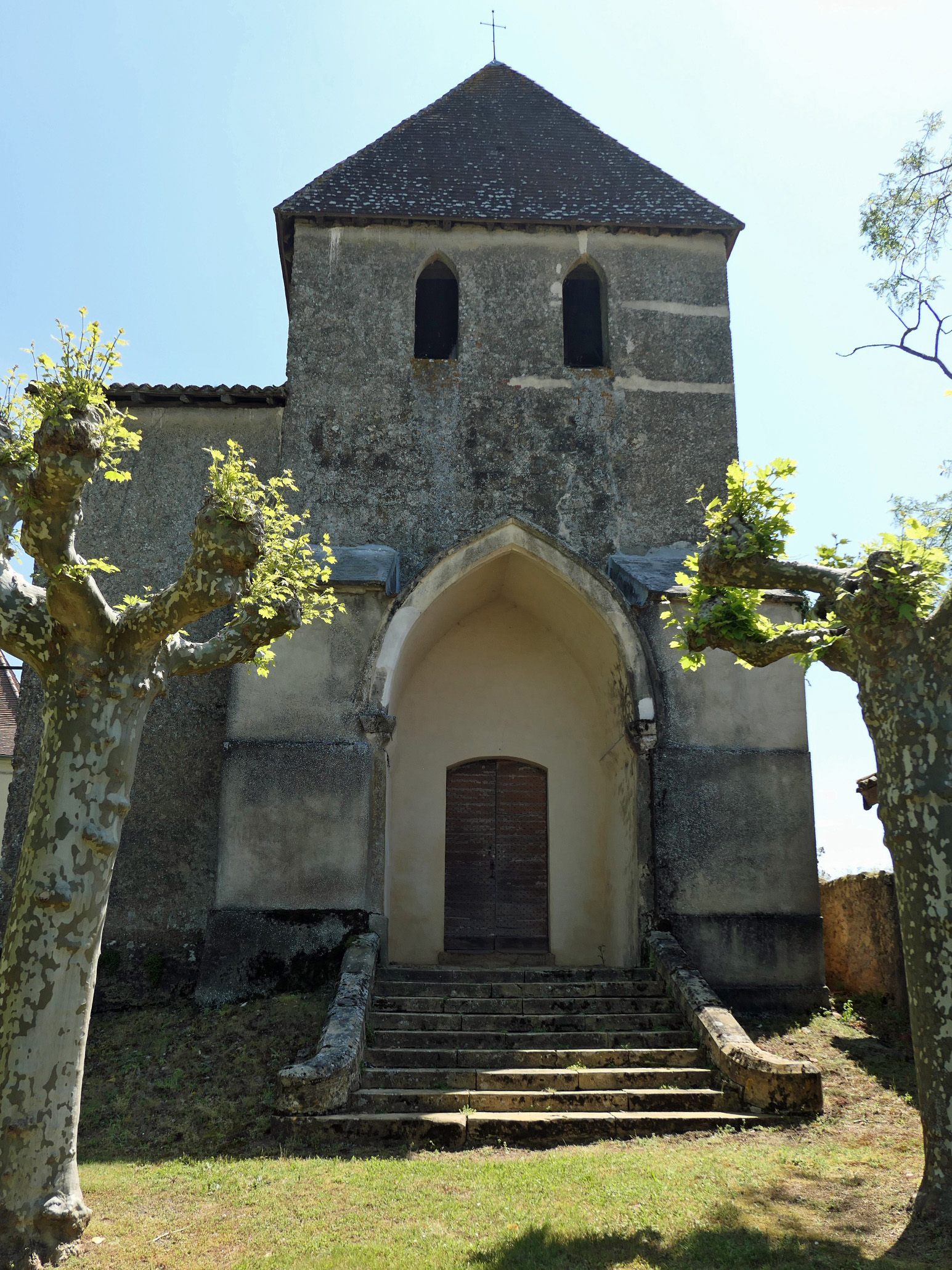
Kirche Saint-Pierre

Sie birgt Ausstattungsstücke, die als Monument historique klassifiziert sind:
- Altar und Antependium aus Leder aus dem 18. Jahrhundert, in dessen Mitte der Apostel Petrus dargestellt ist.
- ein Kelch aus Silber aus dem 17. Jahrhundert, ein Werk von Jean Affre (1729–1799), Silberschmied aus Auch,
- Altarretabel, sechs Kerzenleuchter und ein Altarkreuz aus vergoldetem Holz aus dem 17. Jahrhundert,
- ein Ziborium aus vergoldetem Silber aus dem 17. Jahrhundert, ein Werk von Jean Saint-Raymond (1602–1693) aus Toulouse,
- ein Ölgemälde aus dem 18. Jahrhundert mit der Darstellung des heiligen Dominikus im Moment des Empfangs des Rosenkranzes und
- ein Ölgemälde aus dem 18. Jahrhundert mit der Darstellung der Übergabe der Schlüssel an den Apostel Petrus durch Jesus Christus.[4]

## Wirtschaft und Infrastruktur
Bétous liegt in den Zonen AOC
- des Armagnacs (Armagnac, Bas-Armagnac, Haut-Armagnac, Armagnac-Ténarèze und Blanche Armagnac) und
- des Likörweins Floc de Gascogne (blanc, rosé).[5]

### Verkehr
Bétous wird von der Route départementale 111 durchquert.